# Championnats du monde de tennis de table par équipes 2000
Navigation
Édition précédente Édition suivante
Les championnats du monde de tennis de table par équipes 2000, quarante-sixième édition des championnats du monde de tennis de table et première dédiée aux équipes, ont lieu du 19 au 26 février 2000 à Kuala Lumpur, en Malaisie. Le tournoi masculin est remporté par la Suède, le féminin par la République populaire de Chine.

## Tableau des médailles
| Épreuves              | Or                                                                           | Argent                                                                                            | Bronze |
| --------------------- | ---------------------------------------------------------------------------- | ------------------------------------------------------------------------------------------------- | --- |
| Par équipes messieurs | Suède- Jan-Ove Waldner - Jörgen Persson - Peter Karlsson - Fredrik Håkansson | Chine- Kong Linghui - Liu Guoliang - Liu Guozheng - Ma Lin - Wang Liqin                           | Italie- Umberto Giardina (en) - Valentino Piacentini (en) - Massimiliano Mondello (en) - Yang Min         |
| Par équipes messieurs | Suède- Jan-Ove Waldner - Jörgen Persson - Peter Karlsson - Fredrik Håkansson | Chine- Kong Linghui - Liu Guoliang - Liu Guozheng - Ma Lin - Wang Liqin                           | Japon- Kōji Matsushita - Seiko Iseki (en) - Hiroshi Shibutani (de) - Toshio Tasaki (en) - Ryo Yuzawa (de) |
| Par équipes dames     | Chine- Li Ju - Zhang Yining - Wang Nan - Wang Hui (de) - Sun Jin (de)        | Taipei chinois- Chen Jing - Xu Jin (de) - Lu Yun-feng (en) - Pan Li-chun (en) - Tsui Hsiu-Li (de) | Corée du Sud- Ryu Ji-hae - Kim Moo-kyo (de) - Lee Eun-sil (de) - Park Hae-jung (de) - Seok Eun-mi (de)    |
| Par équipes dames     | Chine- Li Ju - Zhang Yining - Wang Nan - Wang Hui (de) - Sun Jin (de)        | Taipei chinois- Chen Jing - Xu Jin (de) - Lu Yun-feng (en) - Pan Li-chun (en) - Tsui Hsiu-Li (de) | Roumanie- Mihaela Steff - Otilia Bădescu - Antonela Manac - Ana Gogorita                                  |